# Djazula
Els djazula foren un poble amazic del sud-oest del Marroc, del grup sanhadja.
Eren nòmades al sud de l'Anti Atles. D'aquest poble era originari Abd Allah ibn Yasin el fundador de la secta dels morabits (almoràvits). Després de les primeres derrotes dels almoràvits al Sus, es van unir als almohades el 1138, però per la seva actitud passiva davant Tlemcen foren massacrats com a sospitosos (1144). Després dels almohades foren sotmesos pels Banu Yaddar del Sus i van acabar confederats a la tribu Dhawu Hasan dels beduïns Makil, aliats als Banu Yaddar.
Van donar suport a la dinastia sadita; a la decadència d'aquesta el seu país fou governat per Shurafa djafàrides de la tribu Samlala. La capital era llavors a Iligh (vers 1620-1670). Després es van estendre cap al Sus i Sigilmasa.
Al segle xix un xerif dels Samlala va fundar un principat amb capital a Iligh. i va existir fins a final de segle sent conegut com a Regne de Sidi Hishem. Després van formar la confederació del Waltita al país de Tazarwalt (segle xx) i es van sedentaritzar.